# Timandra lombokensis
Timandra lombokensis là một loài bướm đêm trong họ Geometridae.